# خورشیدگرفتگی ۲۲ مه ۲۰۵۸
خورشیدگرفتگی ۲۲ مه ۲۰۵۸ (به انگلیسی: Solar eclipse of May 22, 2058) یک خورشیدگرفتگی از نوع خورشیدگرفتگی جزئی است. این خورشیدگرفتگی در تاریخ ۲۲ مه ۲۰۵۸ میلادی (‎۱ خرداد ۱۴۳۷ خورشیدی) روی خواهد داد که زمان اوج آن، ساعت ۱۰:۳۹:۲۵ به‌وقت ساعت هماهنگ جهانی است.